# Supplique pour être enterré à la plage de Sète
Supplique pour être enterré à la plage de Sète è l'undicesimo album di Georges Brassens, uscito nel 1966. Brassens presentò quell'anno le canzoni di questo disco, per la prima volta, al Théâtre National Populaire di Parigi, e questo spiega la presenza, sulla copertina del disco, di un'informazione al riguardo ("Chansons creés au TNP") con il logo del teatro.
Tra i brani contenuti nell'album, va senz'altro ricordata la Supplique che apre la raccolta; una sorta di testamento dell'autore e, nello stesso tempo, una dichiarazione d'amore alla sua terra natale.
In questa canzone, come in altre, Brassens affronta il tema della morte in modo irriverente: il poeta organizza il suo soggiorno nell'aldilà come fosse una vacanza di tutto relax. 
Molto famosa anche La non-demande en mariage, vero manifesto, a carattere autobiografico, delle idee che Brassens aveva in merito alla vita affettiva ben oltre i possibili vincoli coniugali. La donna amata è sempre una "eterna fidanzata", per cui l'autore è "onorato di non chiedere la sua mano": registrare il proprio nome in calce a una pergamena, come le nozze richiedono, è solo un atto inutile.

## Tracce
1. Supplique pour être enterré à la plage de Sète - 7:16
2. Le fantôme - 3:53
3. La fessée - 4:23
4. Le pluriel - 4:08
5. Les quatre bacheliers - 5:11
6. Le bulletin de santé - 4:04
7. La non-demande en mariage - 4:16
8. Le grand chêne - 4:12
9. Concurrence déloyale - 3:41
10. L'épave - 3:30
11. Le moyenâgeux - 4:55